# Ingrid Salvenmoser
Ingrid Salvenmoser (Scheffau am Wilden Kaiser, 28 de marzo de 1967) es una deportista austríaca que compitió en esquí alpino.
Ganó una medalla de bronce en el Campeonato Mundial de Esquí Alpino de 1991, en la prueba de eslalon. En la Copa del Mundo consiguió seis podios en total.
Participó en los Juegos Olímpicos de Nagano 1998, ocupando el sexto lugar en la prueba de eslalon.
En 1999 recibió la Condecoración de Oro de la Orden al Mérito de la República de Austria.

## Palmarés internacional
| Campeonato Mundial | Campeonato Mundial             | Campeonato Mundial | Campeonato Mundial |
| Año                | Lugar                          | Medalla            | Prueba             |
| ------------------ | ------------------------------ | ------------------ | ------------------ |
| 1991               | Saalbach-Hinterglemm (Austria) | Medalla de bronce  | Eslalon            |